# Marc Terenzi
Marc Eric Terenzi (sinh ngày 27 tháng 6 năm 1978 tại Natick, Massachusetts) là một ca sĩ nhạc pop người Mỹ, thành viên của nhóm Natural. Anh đã kết hôn cùng ca sĩ người Đức Sarah Connor. Họ có một bé trai tên là Tyler và một bé gái tên là Summer.

## Tuổi thơ
Terenzi được sinh ra tại Natick, Massachusetts, mang trong mình hai dòng máu Ý và Mỹ, cha mẹ anh tên là Peter and Antoinette. Anh bắt đầu học nhảy tại studio của mẹ từ tuổi lên 3 và bắt đầu học đàn piano từ khi 7 tuổi. Anh cũng bắt đầu học guitar sau khi bố anh tặng cho anh một cây guitar nhân dịp sinh nhật. Khi lên 12 tuổi, anh bắt đầu biểu diễn trên chương trình truyền hình tên là Studio ATV trên đài địa phương (Boston). Sau đó Marc chuyển tới Florida cùng một người bạn của mình tên là Damion.
BAN NHẠC NATURAL
Sau khí đến Florida, Terenzi đã làm nhiều công việc khác nhau. Cuối cùng anh kết bạn với một diễn viên tên là Ben Bledsoe. Năm 1999, cặp đôi này sớm hợp tác với Michael Johnson, Patrick King, và sau đó là Josh Horn, thành lập ban nhạc Boy Natural. Ban nhạc đã tạo ra một tiếng vang lớn trong vùng Orlando, và sau đó cũng thu hút được sử chú ý của huyền thoại Lou Pearlman. Họ đã ký hợp đồng với Transcontinental Records để phát hành đĩa đơn đầu tay "Put Your Arms Around Me" vào năm 2001. Đĩa đơn đứng ở vị trí thứ 12 trong bảng xếp hạng của Đức. Album đầu tay "Keep it Natural" đứng ở vị trí thứ 2 trên bảng xếp hạng của Đức. Đến năm 2004, họ đã phát hành 2 album và 9 single. Năm 2002 Terenzi gặp ca sĩ nhạc pop người Đức Sarah Connor. Cặp đôi này bắt đầu mối quan hệ bí mật mặc dù Pearlman không hề thích như vậy. Pearlman đã có các quy tắc cho các ban nhạc nam của mình: "Không để tóc, không có bạn gái, và không uống rượu ở nơi công cộng." Năm 2004, Connor mang thai và cặp đôi này đã sớm đính hôn. Không còn giữ mối quan hệ bí mật nữa, Pearlman muốn thay thế Terenzi trong ban nhạc. Tuy nhiên, các thành viên khác đã từ chối và Natural giải tán sau chuyến lưu diễn cuối cùng của họ vào năm 2004.